# جيريمياه د. إم. فورد
جيريمياه د. إم. فورد (بالإنجليزية: Jeremiah D. M. Ford)‏ هو باحث في الرومانسية وأستاذ جامعي أمريكي، ولد في 2 يوليو 1873 في كامبريدج في الولايات المتحدة، وتوفي بنفس المكان في 13 نوفمبر 1958.